# عماد حجاج
عماد عيد حجاج (مواليد رام الله 1967) هو رسام كاريكاتير أردني من اصل فلسطيني، عمل في عدّة صحف محلية وعربية، تتناول رسوماته الوضع السياسي في الشرق الأوسط والعالم، بالإضافة إلى المواضيع السياسية والاقتصادية والاجتماعية التي تشغل المجتمع الأردني من خلال شخصية أبو محجوب الكارتونية. وهو الآن رسام في قناة رؤيا الفضائية في برنامج هذا الصباح.

## حياته
وُلد عماد حجاج في الضفة الغربية، وتلقى تعليمه في مدارس وكالة الغوث في مخيم الوحدات في الأردن. حصل عام 1974 على أول شهادة تقدير للرسم عن مسابقة مدرسية حول موضوع إحراق المسجد الأقصى. التحق عام 1986 بجامعة اليرموك لدراسة الفيزياء، ثم تحوّل عام 1988 لدراسة الفنون الجميلة ليحصل في عام 1991 على شهادة البكالوريس في الفنون الجميلة (فن الجرافيك) مع تخصص فرعي في الصحافة والإعلام.

## الحياة العملية
نشرت أولى رسوماته الكاريكاتورية في صفحات مشاركات القراء في صحيفتي (الدستور) و(صوت الشعب) ومنذ عام 1989 عمل كرسام كاريكاتير سياسي في جريدة (آخر خبر) الأسبوعية. وفي الفترة ما بين 1990 و 1998 عمل في عدة صحف محلية وعربية هي: (القدس العربي) اللندنية، (الوطن) القطرية، (الدستور) و (العرب اليوم) الأردنيتين. وفي الأسبوعيات المحلية: (الأهالي)، (الرصيف)، (البلاد)، (المستقبل)، (شيحان)، (الصحفي).
عام 1993 انتظم رسامًا يوميًا في جريدة الرأي واستمر حتى عام 2000 حيث أُنهيت خدماته. عمل في صحيفة الدستور الأردنية من العام 2000 حتى منتصف العام 2004. وعمل في صحيفة الغد الأردنية والقدس العربي. انتقل في 1 يوليو 2012 للعمل مرة أخرى في جريدة الرأي الأردنية.
وهو عضو في نقابة الصحافيين الأردنيين، منذ العام 1994، وعضو وكالة رسامي الكاريكاتير والكتاب الساخرين.

## الجوائز
- حاز على جائزة الحسين للإبداع الصحفي، أفضل رسم كاريكاتوري لعام 2001.
- حاز على جائزة دبي للصحافة العربية للعام 2006 عن أفضل رسم كاريكاتيري نشر في الصحافة العربية لعام 2005، لوحة (الجمل العربي الباكي).

## المعارض
- معرض شخصي في رواق البلقاء، مدينة الفحيص عام 1997.
- معرض شخصي في قاعة المدينة، عمان عام 1999.
- معرض كاريكاتير جماعي، في مدينة جرش عام 2000.
- معرض الجامعة الأمريكية (AUB)، بيروت أيار - 2003.
- معرض نادي الجالية الأردنية في دبي، دبي تشرين الثاني - 2003.
- معرض (نفط على قماش) غاليري زارا، عمان آذار - 2003.
- معارض جامعية ومدرسية.

## المطبوعات
- عماد حجاج... عالم ذهني، صدر عام 1997، ألبوم كاريكاتير، 100 صفحة.
- المحجوب، صدر عام 1999، ألبوم كاريكاتير، 600 صفحة.
- نفط على قماش، ألبوم كاريكاتير سياسي، صدر عام 2003.
- يحدث لي دون سائر الناس، كتاب مشترك مع الكاتب الساخر محمد طملية، صدر عام 2004.

## اعتقاله
تم توقيف الفنان عماد حجاج في 26 أغسطس 2020 على خلفية رسم كاريكاتور حول رفض إسرائيل بيع طائرات F35 لدولة الامارات العربية المتحدة وتم تحويله في اليوم التالي لمحكمة أمن الدولة بتهمة تعكير صفو العلاقات مع دولة شقيقة.

## وصلات خارجية
- الموقع الرسمي حجاج كارتونز دوت كوم